# Nigdzie w Afryce
Nigdzie w Afryce (niem. Nirgendwo in Afrika) – niemiecki film obyczajowy z 2001 roku w reżyserii Caroline Link na podstawie autobiograficznej powieści Stefanie Zweig o tym samym tytule.

## Fabuła
Film rozgrywa się w scenerii z lat 30. i 40. XX wieku. Wobec represji w stosunku do Żydów rodzina Redlichów postanawia wyjechać do Kenii.

## Nagrody i nominacje
- Nagrodzony w 2003 roku Oscarem dla najlepszego filmu nieanglojęzycznego.

## Obsada
- Juliane Köhler jako Jettel Redlich
- Merab Ninidze jako Walter Redlich
- Sidede Onyulo jako Owuor
- Matthias Habich jako Süsskind
- Lea Kurka jako Regina (młoda)
- Karoline Eckertz jako Regina (starsza)
- Gerd Heinz jako Max
- Hildegard Schmahl jako Ina
- Maritta Horwarth jako Liesel
- Regine Zimmermann jako Käthe
- Gabrielle Odinis jako Dienstmädchen Klara
- Bettina Redlich jako Mrs. Sadler
- Julia Leidl jako Inge
- Mechthild Grossmann jako Elsa Konrad
- Joel Wajsberg jako Hubert
- Andrew Sachs jako Pan Rubens